# Міловський район
Міловськи́й район — колишній район України у північно-східній частині Луганської області. Районний центр — смт Мілове́. Населення становить 15 576 осіб (на 1 серпня 2013). Площа — 971 км² (3,6 % від площі області). Утворено 1920 року. У сучасних межах територія району сформувалася 8 березня 1966 року. Межує з Чертковським районом Ростовської області Росії.

## Географія
Територія — 97,1 тис. м². Кордон з Росією тягнеться на 91,25 км.
Територія району — рівнина, пересічна долинами річок Комишна, Мілова і Черепаха, ярами і балками.
Клімат помірно континентальний, із спекотним сухим літом і теплою малосніжною з відлигами зимою. Район відноситься до зони ризикованого землеробства.
Корисні копалини — крейда, вапно, суглинок, глина і пісок. Поклади піску в основному представлені дрібнозернистими кварцовими пісками, не придатними для виготовлення бетону і розчинів, бо містять багато глини.

### Флора
На території району трапляються рослини, занесені до Червоної книги України:
- астрагал крейдолюбний (Astragalus cretophilus), Стрільцівський конезавод;
- брандушка різнобарвна (Bulbocodium versicolor), Стрільцівський степ;
- дворядник крейдяний (Diplotaxis cretacea), Стрільцівка;
- дрік донський (Genista tanaitica), Стрільцівка;
- келерія Талієва (Koeleria talievii), Стрільцівка, ендемік середньої течії Сіверського Дінця;
- ковила волосиста (Stipa capillata), вузьколиста (Stipa tirsa), дніпровська (Stipa borysthenica), Залеського (Stipa zalesskii), Лессінга (Stipa lessingiana), найкрасивіша (Stipa pulcherrima), пухнастолиста (Stipa dasyphylla) і українська (Stipa ucrainica) — популяції в Стрільцівському степу узяті під охорону;
- льонок крейдовий (Linaria cretacea), Калмиківка, Стрільцівка;
- пирій ковилолистий (Elytrigia stipifolia), Стрільцівський степ;
- півонія тонколиста (Paeonia tenuifolia), Стрільцівський степ, степові цілини поблизу байрачних лісів;
- полин суцільнобілий (Artemisia hololeuca), Мусіївка, Бондарівка, Стрільцівка;
- ранник крейдовий (Scrophularia cretacea), Калмиківка;
- рябчик малий (Fritillaria meleagroides) і руський (Fritillaria ruthenica), Стрільцівський степ;
- серпій донський (Klasea tanaitica), Стрільцівський степ;
- смілка крейдова (Silene cretacea), Стрільцівка;
- солодушка крейдова (Hedysarum cretaceum);
- сон чорніючий (Pulsatilla pratensis);
- тюльпан дібровний (Tulipa quercetorum), байрачні ліси, змієлистий (Tulipa ophiophylla), відслонення на півночі району, і Шренка (Tulipa schrenkii), Стрільцівський степ;
- шафран сітчастий (Crocus reticulatus), звичайна рослина байрачних дібров.

## Історія
Район уперше було засновано 20 грудня 1920 року, у теперішніх межах — з 8 березня 1966 року.
З Міловського району, зі Слобідського краю, почалося відновлення радянської влади в Україні в роки німецько-радянської війни. На честь цієї події в смт Мілове радянською владою був споруджений меморіальний комплекс «Україна — визволителям».

## Адміністративний устрій
Адміністративно-територіально район поділяється на 1 селищну раду та 7 сільських рад, які об'єднують 29 населених пунктів і підпорядковані Міловській районній раді. Адміністративний центр — смт Мілове.
Адміністративний центр району смт Мілове складає одне ціле з російським селищем Чертково Ростовської області (кордон проходить по вулиці Дружби Народів).

### Список населених пунктів
| Назва           | Входження                       |
| --------------- | ------------------------------- |
| Благодатне      | Микільська сільська рада        |
| Бондарівка      | Міловська селищна рада          |
| Великоцьк       | Великоцька сільська рада        |
| Водянолипове    | Микільська сільська рада        |
| Березове        | Новострільцівська сільська рада |
| Діброва         | Микільська сільська рада        |
| Журавське       | Великоцька сільська рада        |
| Зарічне         | Новострільцівська сільська рада |
| Зориківка       | Зориківська сільська рада       |
| Зоринівка       | Морозівська сільська рада       |
| Калмиківка      | Стрільцівська сільська рада     |
| Кирносове       | Мусіївська сільська рада        |
| Криничне        | Великоцька сільська рада        |
| Микільське      | Микільська сільська рада        |
| Морозівка       | Морозівська сільська рада       |
| Мусіївка        | Мусіївська сільська рада        |
| Новомикільське  | Стрільцівська сільська рада     |
| Новострільцівка | Новострільцівська сільська рада |
| Олексіївка      | Міловська селищна рада          |
| Півнівка        | Зориківська сільська рада       |
| Стрільцівка     | Стрільцівська сільська рада     |
| Травневе        | Міловська селищна рада          |
| Хоминське       | Микільська сільська рада        |
| Рання Зоря      | Великоцька сільська рада        |
| Шелестівка      | Микільська сільська рада        |
| Шелестівка      | Морозівська сільська рада       |
| Ярське          | Великоцька сільська рада        |
| Яснопромінське  | Великоцька сільська рада        |

## Населення
Населення — 17,4 тис. осіб, у тому числі в смт Мілове — 5,6 тис. осіб.
Етнічний склад населення району на 2001 рік був представлений наступним чином:
- українці — 77,7 %;
- росіяни — 19,6 %;
- білоруси — 0,3 %
- інші національності — 2,4 %[3]

Етномовний склад сільських та міських рад району (рідна мова населення) за переписом 2001 року, %
|                            | українська | російська | вірменська | білоруська |
| Міловський район           | 73,8       | 24,1      | 0,7        | 0,1        |
| -------------------------- | ---------- | --------- | ---------- | ---------- |
| смт Мілове                 | 57,7       | 40,1      | 1,5        | 0,2        |
| Великоцька сільрада        | 85,1       | 11,5      | 0,6        | 0,1        |
| Зориківська сільрада       | 93,4       | 6,0       | -          | 0,1        |
| Морозівська сільрада       | 84,7       | 15,1      | -          | 0,2        |
| Мусіївська сільрада        | 86,7       | 8,8       | 0,5        | 0,2        |
| Микільська сільрада        | 91,6       | 6,8       | 0,0        | 0,0        |
| Новострільцівська сільрада | 54,6       | 40,3      | 0,8        | 0,2        |
| Стрільцівська сільрада     | 91,5       | 8,3       | -          | 0,1        |

## Економіка
Міловський район є сільськогосподарським. На душу населення приходиться 5,6 га землі. Сільгоспвиробники району спеціалізуються в основному на вирощуванні зернових культур, соняшника, а також на виробництві молока і м'яса.
Одне з провідних місць серед сільськогосподарських підприємств займає Стрілецький кінний завод № 60, що займається розведенням племінної рогатої худоби айрширської породи, племінних свиней полтавської м'ясної породи, племінних овець асканійської породи, племінних коней чистокровної верхової породи, а також виробництвом зерна, соняшника, молока.

## Транспорт
Територією району уздовж кордону проходить залізнична магістраль Москва—Кавказ, з якої на територію району відходять залізничні тупики; автомобільні дороги з'єднують район із Марківським і Біловодським районами області, а також із Чортковським районом Ростовської області і Кантемирівським районом Воронезької області Росії.
Територією району проходять газопроводи високого тиску Оренбург—Західний кордон, Оренбург—Новопсков і нафтогін Самара—Лисичанськ.

## Пам'ятки
У районі розташований заповідник «Стрільцівський степ» (назва від с. Стрільцівка та Стрільцівського кінного заводу), що входить до Луганського природного заповідника НАНУ на правах його відділення. Загальна площа заповідника упродовж багатьох років становила 522 га; 2009 року її збільшено до 1036,5 га. У заповіднику зростає понад 400 видів рослинності, мешкає близько 200 видів птахів і звірів. Колись тут була одна з найбільших колоній бабака степового, заради збереження якого і створювався цей заповідний об'єкт.
У районі створено три заказники місцевого значення.

## Політика
25 травня 2014 року відбулися Вибори Президента України. У межах Міловського району було створено 17 виборчих дільниць. Явка на виборах складала — 13,55 % (проголосували 1 471 із 10 858 виборців). Найбільшу кількість голосів отримав Петро Порошенко — 28,42 % (418 виборців); Сергій Тігіпко — 18,69 % (275 виборців), Юлія Тимошенко — 15,02 % (221 виборців), Михайло Добкін — 7,61 % (112 виборців). Решта кандидатів набрали меншу кількість голосів. Кількість недійсних або зіпсованих бюлетенів — 7,34 %.